# زاوية سيدي مدين
زاوية سيدي مدين هي زاوية من زوايا مدينة تونس العتيقة، تقع في حي الحجامين بساحة سيدي المشرف أصبحت في يومنا هذا مكتبة عموميّة.

## الموقع
تقع الزّاوية ب16 نهج أبو القاسم الشابي.

## التّسمية
سُمّيت بذلك نسبة إلى  الولي الصالح أبا مدين العلايلي الذي أحدثها وأسّسها، وجعل العديد من أملاكه أحباسا على حرم جامع القدس.

## التاريخ
أسّسها محمد باي بن حسينسنة 1273 هجري الموافق لسنة 1856 ميلادي لإيواء الحجيج العائدين من البقاع المقدسة. تمّ ترميمها سنة 2001.

تتميّز الزاوية بقبة يكسوها القرميد الأخضر اللماع وبنقائش حديدية من الداخل، كما تميّزها جدرانها التي يكسوها الزليج الملون اللماع.